# Olga Rubtsova
Olga Nikoláyevna Rubtsova (en ruso: Ольга Николаевна Рубцова) (Moscú, 20 de agosto de 1909-Ibid., 13 de diciembre de 1994) fue una jugadora de ajedrez soviética, Gran Maestro Femenino, cuarta campeona del mundo de ajedrez femenino y primera Campeona del mundo de ajedrez por correo.

## Resultados destacados en competición
Rubtsova fue cuatro veces Campeona femenina de la Unión Soviética (URSS), en 1927, 1931, 1937 y 1948. Fue segunda en el Campeonato del mundo de 1950, un punto por debajo de Ludmilla Rudenko, ganando el título en 1956 por encima de Rudenko y de Yelizaveta Býkova en un torneo triangular celebrado en Moscú. En 1958 perdió el título contra Býkova en un encuentro individual a catorce partidas, donde quedó 8,5 a 5,5 (+4 -7 =3).
Mientras era campeona del mundo, participó, representando a la URSS y haciendo equipo con la Maestra Internacional Femenina Kira Zvorykina, en la I Olimpiada de ajedrez femenina, que tuvo lugar en septiembre de 1957 en Emmen (Países Bajos), donde el equipo soviético quedó primero (de 21 equipos). Rubtsova hizo 9,5 puntos en 14 partidas (+6 =7 -1). Rubtsova también jugó en la modalidad de ajedrez por correspondencia, y se convirtió en la primera Campeona del mundo en esta modalidad en 1972; fue segunda en el siguiente campeonato, perdiendo el título contra Lora Yákovleva en el desempate, y quinta en el tercero. Hasta 2006, fue la única persona, entre hombres y mujeres, que había sido Campeona del mundo en ambas modalidades del ajedrez (por sexo y por correspondencia). Su hija, Yelena Fatalibekova, también Gran Maestra Femenina, continuó con la tradición familiar y fue Campeona de la URSS en 1974 y candidata el título mundial.